# Artur Holde
Artur Ludwig Holde (* 16. Oktober 1885 in Rendsburg; † 23. Juni 1962 in New York) war ein deutsch-amerikanischer Komponist, Dirigent und Musikkritiker.

## Leben
Holde studierte in Berlin Klavier, Orgel und Komposition. Von 1910 bis 1936 wirkte er in Frankfurt am Main als Chorleiter an der dortigen Hauptsynagoge und verfasste 1918 bis 1933 Musikkritiken für den Frankfurter General-Anzeiger. Daneben war er 1911 bis 1919 Dirigent am Neuen Theater der Stadt.
1933 bis 1936 fungierte er als Herausgeber der süddeutschen Ausgabe des Israelitischen Familienblattes.
1937 emigrierte er in die USA und ließ sich in New York nieder. Dort arbeitete er ebenfalls als Chorleiter und Musikkritiker. Unter dem Kürzel „A. H.“ schrieb er zahlreiche Essays für das jüdische Monatsmagazin Aufbau.

## Familie
Artur Holde war seit 1932 mit der Pianistin Heida Hermanns-Holde (eigentlich Hedwig Goldschmidt, 1906–1995) verheiratet. Sie emigrierte bereits im Oktober 1936 nach New York und wurde Dozentin an der Manhattan School of Music. Zuletzt lebte sie in Westport, Connecticut. Sie hinterließ umfangreiche Memoiren, die sie 1991 ihrer Tochter Joanna Foster diktiert hatte.

## Kompositionen (Auswahl)
- Fünf Lieder für mittlere Stimme op. 4, Leipzig: Leuckart, ca. 1912

## Publikationen (Auswahl)

### Bücher
- Jews in Music: From the Age of Enlightenment to the Present, New York: Philosophical Library, 1959
- Bruno Walter, Berlin-Zehlendorf: Rembrandt-Verlag, 1960
- Metropolitan Opera House, New York. Die Geschichte eines Musikzentrums, Berlin-Zehlendorf: Rembrandt-Verlag, 1961
- Leonard Bernstein, Berlin-Zehlendorf: Rembrandt-Verlag, 1961

### Aufsätze
- Suppressed Passages in the Brahms-Joachim Correspondence Published for the First Time. In: The Musical Quarterly, Jg. 45 (1959), S. 312–324
- Brahms und das Ehepaar Joachim. Was die Ausgaben des Briefwechsels verschweigen. In: Die Brücke zur Welt, Sonntagsbeilage der Stuttgarter Zeitung, Samstag, 25. Juli 1959